# Kilgore (Nebraska)
Pour les articles homonymes, voir Kilgore.
Kilgore est un village du comté de Cherry, dans l'État du Nebraska, aux États-Unis. En 2020, il comptait une population de 63 habitants.